# Amitriptylin

Strukturformel.

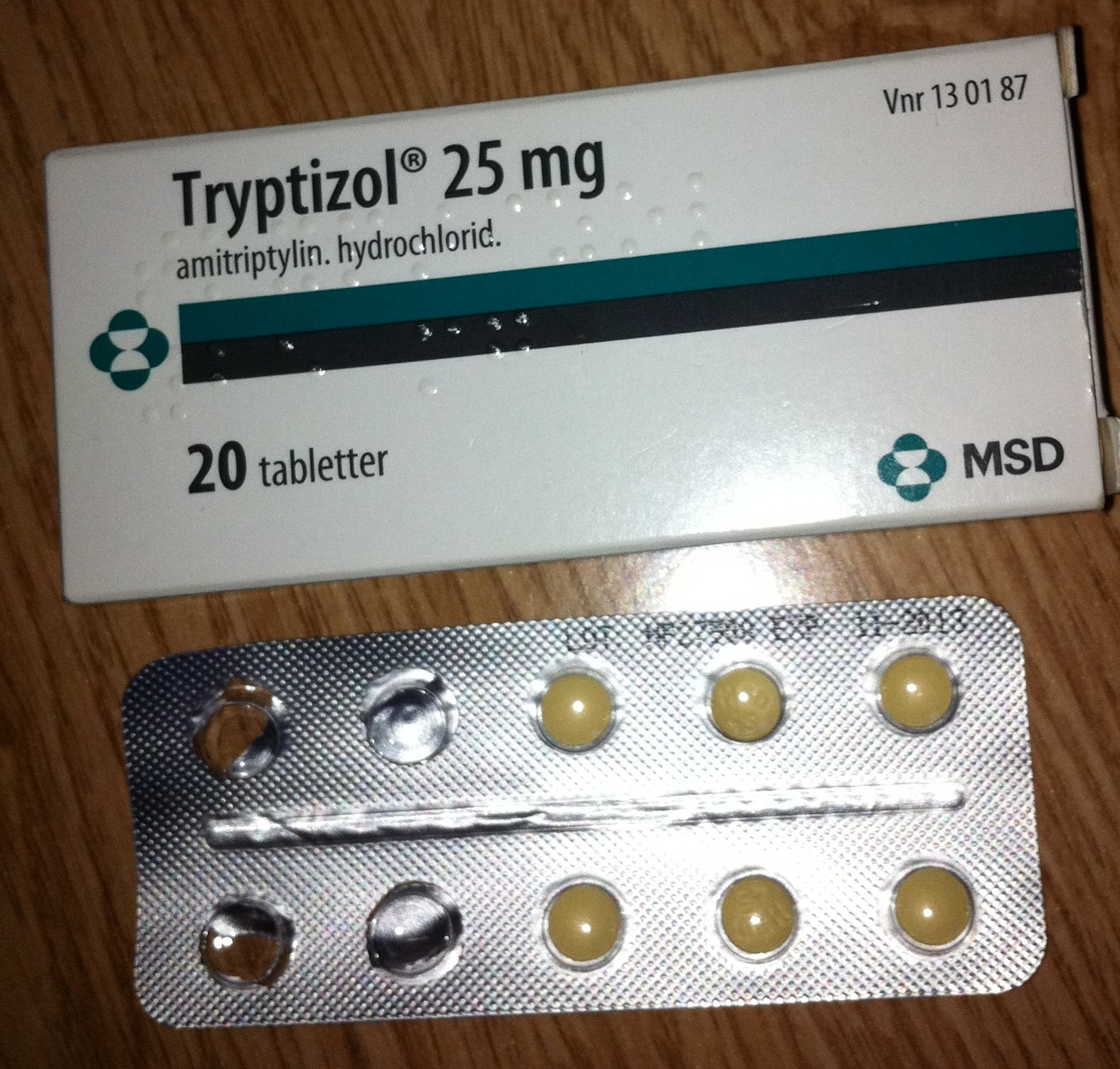
Tryptizol 25 mg.

Amitriptylin (varunamn Saroten, tidigare även Tryptizol, Larozyl) är ett läkemedel inom klassen tricykliska antidepressiva medel (TCA) som främst används i höga doser som behandling av djup depression. Det är i lägre doser även sömngivande och kan således även ersätta sömnmedel. Förutom den antidepressiva effekten, som i regel kommer först efter några veckors behandling, har amitriptylin också en ångestdämpande effekt med mer omedelbar verkan. På denna punkt skiljer sig amitriptylin från flertalet andra TCA. (Det nu avregistrerade medlet trimipramin hade en ännu starkare ångestdämpande verkan, men den antidepressiva effekten var sämre.)

## Användning
Substansen används för behandling av kronisk eller s.k. långvarig smärta samt vid behandling av kronisk migrän. Tryptizol användes främst vid indikationen djup depression.
Då TCA:s biverkningsprofil är ofördelaktig kan preparatet kompletteras med ytterligare en antidepressiv medicin, vanligtvis av SSRI-typ för att höja effekten på serotoninnivåerna.
Rent amitriptylin har starkare effekt på återupptaget av serotonin än av noradrenalin. Vid nedbrytningen i kroppen förvandlas dock amitriptylin till nortriptylin, som har starkast effekt på noradrenalin. Rent nortriptylin saluförs under varunamnet Sensaval.

### Övrig användning
Tryptizol och Tofranil har också använts som medicinering mot sängvätning hos barn över sju års ålder samt behandling av magkramper vid irritabelt tarmsyndrom (IBS).

### Historik
Amitriptylin kom kring 1960 och är en modifierad variant av den först antidepressiva medicinen Tofranil (imipramin) från 1957. Amitriptylin togs fram ungefär samtidigt av tre olika läkemedelsföretag – amerikanska Merck & Co (utanför USA kallat Merck Sharp and Dohme), schweiziska Roche och danska Lundbeck.
Tryptizol avregistrerades i Sverige i november 2012, men Saroten finns fortfarande tillgängligt. Ett recept på till exempel 25 mg Tryptizol fick dock enligt ett meddelande år 2006 från Läkemedelsverket inte bytas ut mot 25 mg Saroten. Anledningen var att Tryptizol avsåg hydrokloriden av amitriptylin, medan Saroten avsåg basen av amitriptylin, som var starkare än Tryptizol. Numera innehåller dock även Saroten amitriptylinhydroklorid.

## Varunamn
Varunamn i Sverige för ämnet är Saroten (Lundbeck) och Amitriptylin Abcur (Abcur), tidigare också Tryptizol (Merck Sharp and Dohme) och Larozyl (Hoffmann-La Roche). Varunamn i USA är Elavil (Merck Sharp and Dohme).